# Todros ben Yehudah ha-Lewi Abu l-A'fiya
Todros ben Yehudah ha-Lewi Abu l-A'fiya (Toledo, 1247 – Cordova, 1305) è stato un poeta spagnolo.
Fu autore di Giardino delle poesie e degli enigmi, di qualità piuttosto mediocre.